# Resolución 1481 del Consejo de Europa

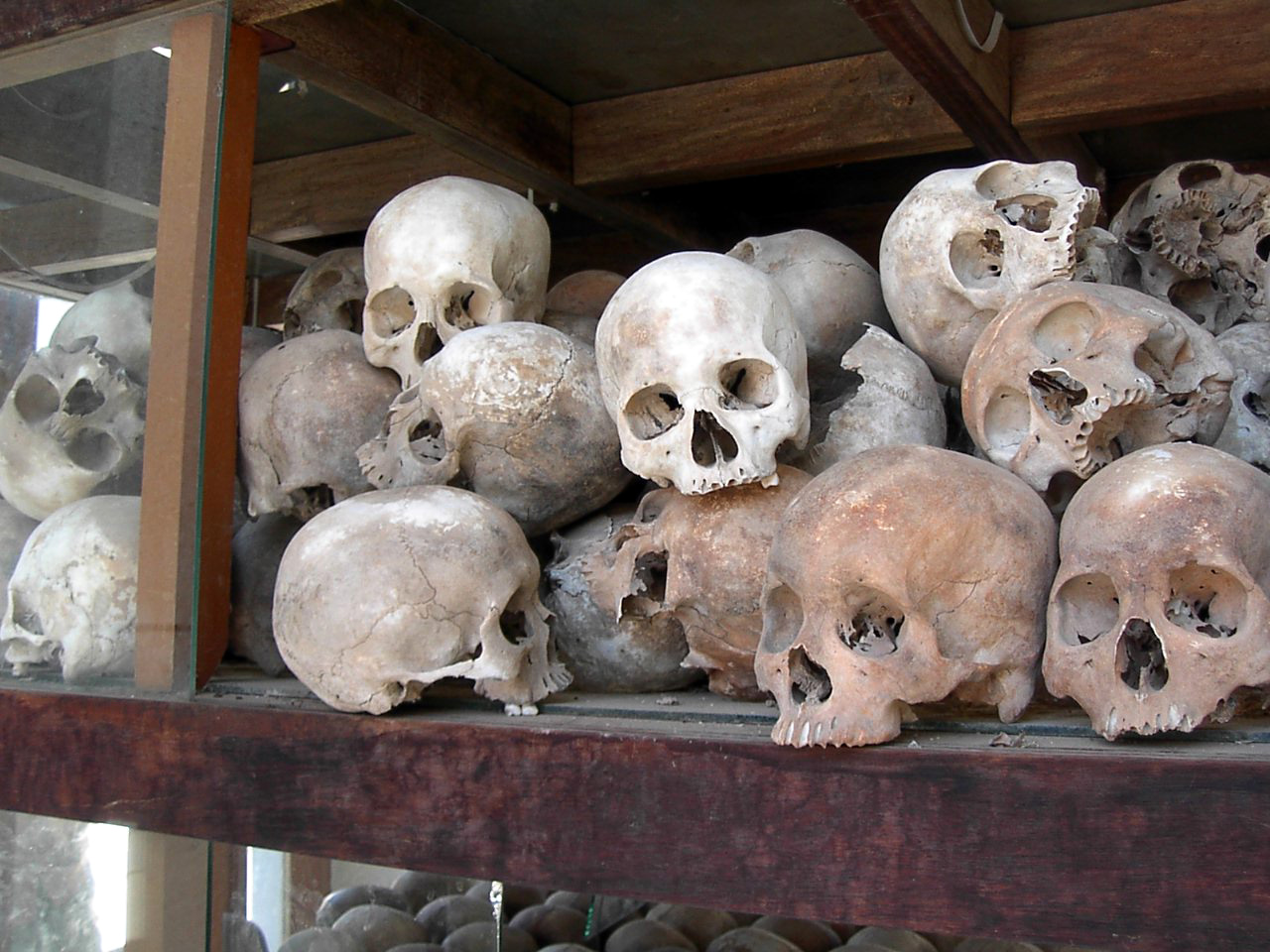
asesinatos individuales y colectivos y ejecuciones,

La Resolución 1481 / 2006 de la Asamblea Parlamentaria del Consejo de Europa, emitida el 25 de enero de 2006 condena los crímenes del Nazismo y del Comunismo totalitario.

## Contenido de la resolución
La resolución señala que el Consejo "condena enérgicamente los crímenes de los regímenes comunistas totalitarios" equiparando el comunismo totalitario y los estados comunistas con el fascismo y el nacionalsocialismo por sus similitudes en los crímenes contra la humanidad, la ideología de odio y la tiranía de sus gobiernos.
El texto condena "las violaciones masivas de los derechos humanos cometidas por los regímenes comunistas totalitarios y expresa su simpatía, comprensión y reconocimiento a las víctimas de estos crímenes ". También dice que estas violaciones "incluyen los asesinatos individuales y colectivos y ejecuciones, la muerte en campos de concentración, hambre, deportaciones, torturas, trabajos forzados y otras formas de terror físico masivo." La resolución pone de manifiesto que los regímenes comunistas totalitarios que hubo en Europa "estuvieron marcados, sin excepción, por violaciones masivas de los derechos humanos", que "incluyeron asesinatos y ejecuciones". También señala que esos crímenes "se justificaron en nombre de la teoría de la lucha de clases y del principio de la dictadura del proletariado", lo que "hacía legítima la ‘eliminación’ de las categorías de personas consideradas perjudiciales para la construcción de una nueva sociedad, y por tanto enemigas de los regímenes comunistas totalitarios".
El proyecto fue una recomendación del relator Göran Lindblad, quien justificó su iniciativa porque "el gran público es poco consciente de estos crímenes" por la falta de una investigación exhaustiva recordando que se cifran en al menos 85 millones de personas las víctimas del comunismo en China y la Unión Soviética. El borrador fue aceptado completamente por la gran mayoría de la Comisión de Asuntos Políticos de la Asamblea y luego aprobado por la Asamblea por mayoría convirtiéndose en la Resolución 1481. Sin embargo, no recibió la mayoría necesaria de dos tercios de los votos emitidos en la Asamblea Parlamentaria para publicar una recomendación a los gobiernos de los Estados miembros del Consejo de Europa. El grupo de los partidos comunistas se opuso firmemente a la resolución 1481. Por su parte, el presidente del grupo socialista, el español Lluís Maria de Puig, pidió la devolución del informe a la Comisión de Asuntos Políticos, debido a la "falta de análisis" y a que puede dar lugar a "interpretaciones incorrectas y nefastas" - el diputado ruso Konstantín Kosachov apoyando a este grupo quiso subrayar las "diferencias que no vale la pena explicar aquí" entre los crímenes del comunismo totalitario y los del nazismo -, pero su propuesta fue rechazada por 81 votos en contra y 70 a favor. La resolución fue apoyada por los grupos, Populares Europeos, Demócratas Europeos (Conservadores), Liberales, y algunos socialdemócratas especialmente de países como Hungría, la República Checa o los países bálticos; varios de sus parlamentarios aseguraron "no conocer ningún país donde el Partido Comunista haya conquistado el poder y haya seguido siendo democrático" e incluso el diputado ruso Vladímir Zhirinovski aseguró que "los crímenes comunistas fueron más horrorosos que los de los nazis".
La aprobación de la Resolución 1481 motivó para que en 2008 se diese la Audiencia Pública Europea sobre Crímenes Cometidos por Regímenes Totalitarios y se elaborase la Declaración de Praga sobre Conciencia Europea y Comunismo que propuso la declaración del 23 de agosto como Día Europeo de Conmemoración de las Víctimas del Estalinismo y el Nazismo.

## Resultado final de la votaciones
- 153 miembros presentes votaron (de 317)
- 99 miembros votaron en favor de la Resolución 1481[2]
- 42 miembros votaron contra la Resolución 1481[2]
- 12 miembros se abstuvieron de votar